# 1,2-ヘキサンジオール
1,2-ヘキサンジオール（英: 1,2-Hexanediol）は、化学式C6H14O2で表されるグリコールの一種である。

## 性質
常温では特異臭のある無色の液体で、引火点は122℃。日本の消防法では危険物第4類第3石油類に区分される。

## 用途
保湿性と抗菌性があり、1,3-ブタンジオールやジプロピレングリコールなどと同様に化粧品に添加される。インクジェットプリンター用のインク溶媒としても有用である